# Діаграма Рінгельмана
Діагра́ма Рі́нгельмана (англ. Ringelman chart) — в атмосферній хімії — діаграма, за якою оцінюється кількість забруднювача (полютанта) в атмосфері шляхом порівняння чорноти його диму, що виходить з джерела, з рядом стандартних діаграм, де нанесено на білому фоні чорні сітки різної густини.